# Кирх-Мульзов
Кирх-Мульзов (нем. Kirch Mulsow) — община в Германии, в земле Мекленбург-Передняя Померания.
Входит в состав района Бад-Доберан. Подчиняется управлению Нойбуков-Зальцхаф. Население составляет 329 человек (на 31 декабря 2010 года). Занимает площадь 14,50 км².